# Seymour London
Seymour B. London (Detroit, 1 juli 1915 - Miami Beach, 14 juli 2010) was een Amerikaans arts en uitvinder van de automatische bloeddrukmeter.
London was afkomstig van Detroit en verhuisde met zijn gezin naar Miami Beach. Hij studeerde aan de universiteit van Florida en aan de universiteit van Michigan en behaalde in 1940 zijn doktersdiploma aan de Harvard Medical School. Samen met zijn echtgenote had hij vele jaren een dokterspraktijk in Miami Beach.
Omdat London vond dat hij te veel tijd verloor met het nemen van de bloeddruk met de hand, ontwikkelde hij een automatische bloeddrukmeter. Om de nauwkeurigheid van zijn toestel aan te tonen, deden London en zijn echtgenote een dubbelblinde test met vierhonderd artsen op het jaarlijks congres van de "American Medical Association". De bevindingen van het onderzoek toonden aan dat er geen statistisch significant verschil was tussen de uitkomsten van de metingen die automatisch waren gedaan en deze volgens de klassieke methode. De resultaten werden gepubliceerd in het Journal of the American Medical Association van november 1966.
London overleed in juli 2010 aan een hartziekte.